# Milk Junkie
Milk Junkie (яп. MILK・ジャンキー мируку дзянки:, от англ. junkie — «наркоман»), также известная как Milk Junky — серия компьютерных игр для Windows в жанре эроге, созданных японской компанией Blue Gale под маркой BlueG ON DEMAND (ブルゲ ON DEMAND). Состоит из четырёх игр, выходивших между 2003 и 2005 годами. Основная тематика игр — популярная в Японии тема бакуню, особенностью которой является огромный размер груди у женских персонажей. Также есть два спин-оффа — Cafe Junkie о работе в кафе и Bikini Junkie, где действие происходит на пляже.

## Список игр
- Milk Junkie (яп. ＭＩＬＫ・ジャンキー), 19 сентября 2003 года[3]
- Milk Junkie 2 (яп. ＭＩＬＫ・ジャンキー２), 21 мая 2004 года[3]
- Mrs. Junkie (яп. ミセス・ジャンキー мисэсу дзянки:). 19 ноября 2004 года[3]
- Milk Junkie 3 (яп. ＭＩＬＫ・ジャンキー３), 21 октября 2005 года[3]

Спин-оффы:
- Cafe Junkie (яп. カフェ・ジャンキー), 2 марта 2007 года[3] В 2012 году была выпущена для Android[5].
- Bikini Junkie (яп. ビキニ・ジャンキー), 2 апреля 2010 года[3]

## Экранизации
Различными студиями было создано 4 аниме по мотивам игр:

### Bakunyu Oyako
Комедийное аниме Bakunyu Oyako (яп. 爆乳母娘) было создано студиями Digital Works (под их торговой маркой VANILLA) и YOUC по мотивам первой игры. Оно состоит из двух DVD, вышедших 11 июня 2004 года и 10 сентября 2004 год. По сюжету, молодой человек Юсукэ устраивается репетитором Рэйны, девушки с большой грудью. В итоге героя также соблазняет мать девушки.
В США было лицензировано Critical Mass Video под названием Anyone You Can Do… I Can Do Better!.

### Milk Junkie Shimai Hen
Аниме Milk Junkie Shimai Hen (яп. MILK・ジャンキー 姉妹編) по мотивам второй игры было создано на студии Milky. Состоит из четырёх DVD, выходивших в 2005—2006 годах. По сюжету, потерявший память Ватару уехал в Америку со своей девушкой, Рэной, которая обещала его родителям, что поможет Ватару вспомнить прошлое. Также из Японии приезжают две другие девушки, которые хотят найти способ вернуть герою воспоминания.
В США было лицензировано JapanAnime под названием Boobalicious.

### Cafe Junkie
Cafe Junkie (яп. カフェジャンキー) по мотивам пятой игры состоит из двух DVD, вышедших 31 октября 2008 года и 29 мая 2009 года.

### Mrs. Junkie
Mrs. Junkie (яп. ミセスジャンキー) по мотивам третьей игры было создано на студии Milky. Состоит из двух DVD, вышедших 25 февраля 2006 и 25 января 2007 года. По сюжету, Кота Хаями работает в здании, где живут две домохозяйки, недовольные своими мужьями. Обе они стараются соблазнить Коту.
В США было лицензировано Kitty Media под названием Consenting Adultery.